# Пёстрый углозуб
Пёстрый углозуб (лат. Hynobius kimurae) — вид хвостатых земноводных из семейства углозубов. Видовое латинское название дано в честь профессора университета Тохоку Арики Кимура (1900—1996).

## Распространение
Эндемик Японии, обитает исключительно в юго-западной части острова Хонсю.

## Описание
Общая длина составляет 10,1—18,4 см. Голова широкая, уплощённая. Туловище крепкое, массивное, имеет 13—14 рёберных борозд. Хвост толстый. Конечности короткие, задние лапы имеют 5 пальцев. Окраска пурпурно-чёрного цвета с хаотичными пятнами золотистого цвета. Брюхо того-же цвета, без пятен.

## Образ жизни
Обитает в горной местности, встречается на высотах более 1000 м над уровнем моря. Активен в ночное время или в пасмурные дождливые дни. Питается дождевыми червями, слизнями, пауками и различными мелкими насекомыми.

## Размножение

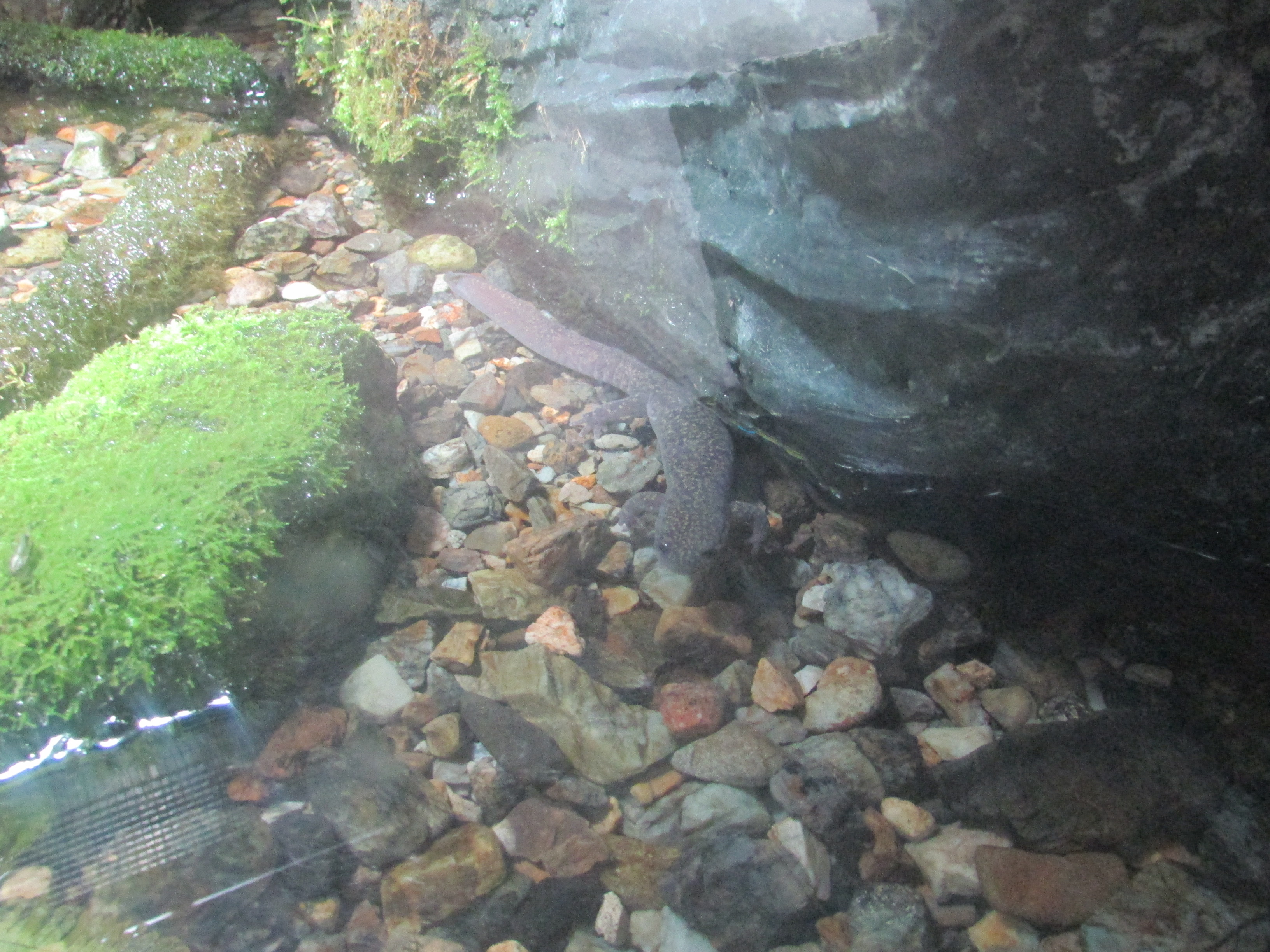

Период размножения длится с начала февраля до начала апреля. Самка откладывает от 13 до 51 яиц, размещённых в яйцевых мешочках. После появления личинки могут оставаться в течение нескольких дней или недель внутри мешка и выходят с конца мая до середины июня. Метаморфоз и появление сформированных тритонов проходит с конца августа по сентябрь или весной и летом следующего года.